# Anechuromyia nigrescens
Anechuromyia nigrescens är en tvåvingeart som beskrevs av Louis-Paul Mesnil och Hiroshi Shima 1979. Anechuromyia nigrescens ingår i släktet Anechuromyia och familjen parasitflugor. Inga underarter finns listade i Catalogue of Life.